# Sympycnus flaviciliatus
Sympycnus flaviciliatus är en tvåvingeart som beskrevs av Van Duzee 1931. Sympycnus flaviciliatus ingår i släktet Sympycnus och familjen styltflugor. Inga underarter finns listade i Catalogue of Life.